# 國民政府首都建設委員會

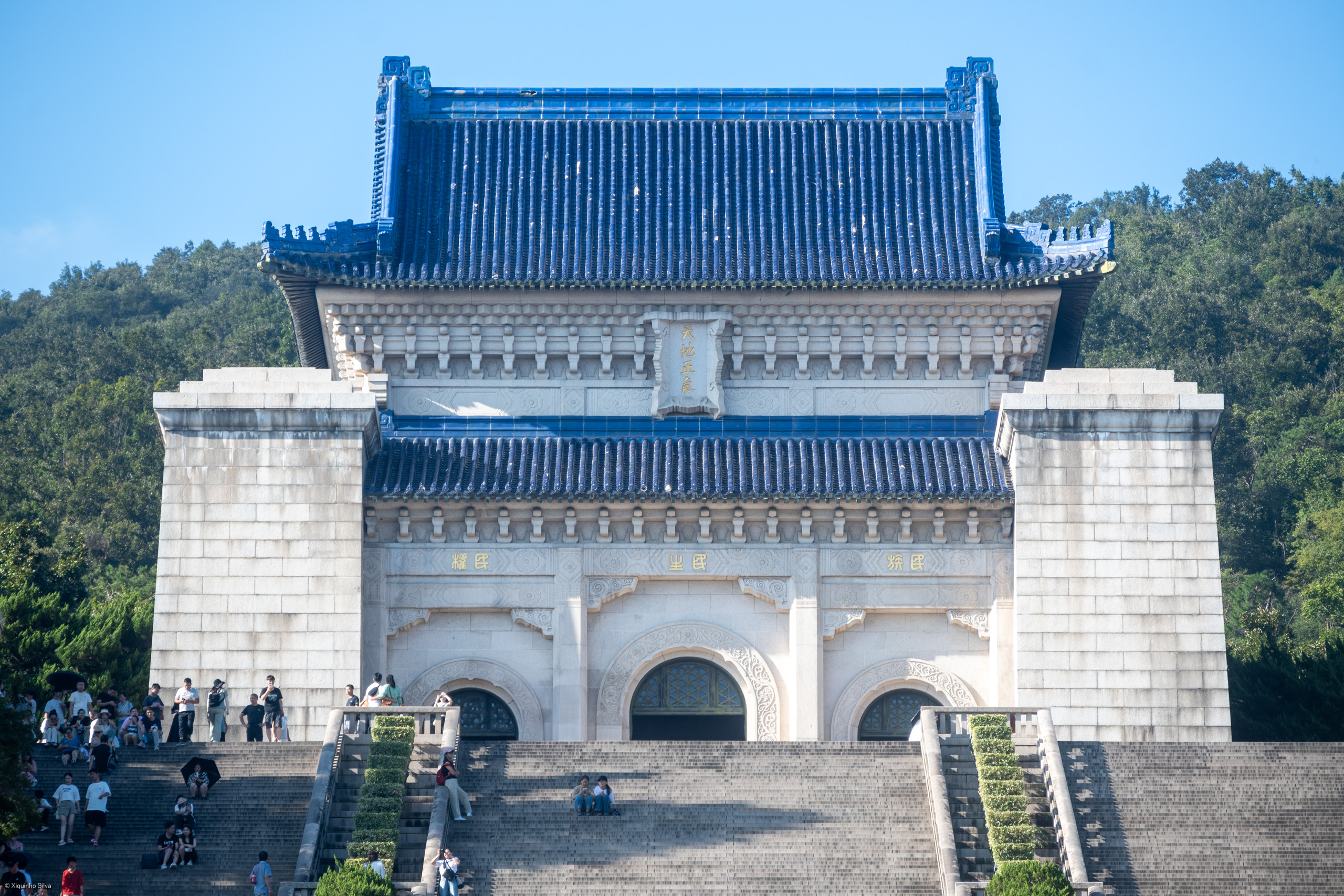
建立中國現代最大墓園：南京中山陵，為首都建設委員會的主要任務之一

國民政府首都建設委員會為中華民國國民政府於1929年成立之國民政府直屬機關，此間的「首都」指的是南京市，而該委員會任務則是除了將中國五百多年以來的首都北京移至南京外，也負責將原本稱為金陵道的省級城市建設蛻變成全中國的政治中心，讓南京成為中國第一個具有現代化都市計劃的城市。
名義上為合議制的首都建設委員會，於南京之建設最高峰時，委員人數高達五十多位，且儘是中國國民黨政治菁英。另外，層級相當高的該委員會，不但是由中國實際統治者蔣中正擔任該委員會主席，也任命了國民政府實際核心，如：孔祥熙、宋子文、孫科充任該委員會的實際運作者。

## 背景
1927年，以黃埔軍校為主力的國民革命軍攻佔南京，同年，國民政府建都南京。雖經短暫寧漢分裂，但是國民政府遵照中華民國國父孫中山遺言，將南京設為首都的方向並不變，於是政府宣佈全國暫行的行政區劃中，將原本軍閥政府所設之金陵道省級城市，更名為南京市。翌年，北京回歸國民政府管轄後，南京與北京同時成為特別市；即南京特別市與北平特別市。

## 委員會成立
翌年，中國統一且政權底定後，在反對首都設立於南京的不小輿論下，蔣中正主導的國民政府重申將南京設首都的決心。為了表達此決心，國民政府於1929年6月1日設立國民政府首都建設委員會。其中中國三軍總司令兼軍事委員會委員長的蔣中正不但擔任首都建設委員會委員，也被推選為該會主席。除此，委員中尚有當時政要數十名，如：胡漢民，戴傳賢，孫科，閻錫山等人。另外委員名單裡頭；尚有趙戴文，孔祥熙（當然委員），宋子文（當然委員），孫科為常務委員。
之後，該委員會實際負責人孫科聘請了美國著名建築師墨非爲建築顧問，由清華大學留美學生呂彥直爲其該顧問助手，從事南京首都的整體都市計劃。1929年年底，首都建設委員會發布《首都計畫》，該規劃是為中國最早的現代化都市計劃。
在該委員會全力規劃後，1930年，南京更改為院轄市，而到了1931年，根據《中華民國訓政時期約法》第五條之「中華民國國都定於南京」的明文下，中國首都正式由北京移到了南京。

## 規劃與沿革

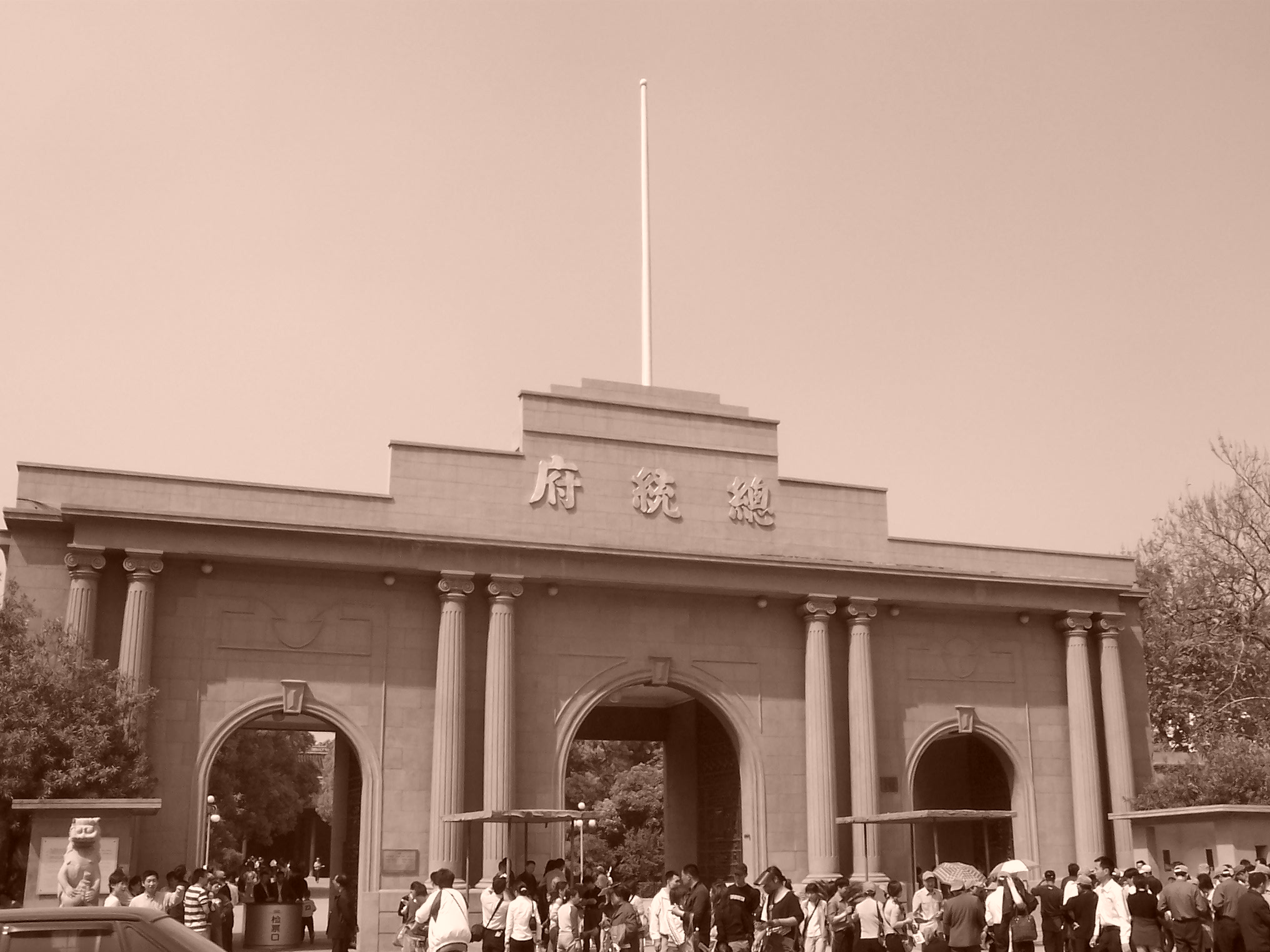
原中華民國總統府舊址前門，摄于2005年

就《首都計畫》內容裡面，最重要的是將南京劃分紫金山南麓爲中央政治區，傅厚崗爲市級行政區，長江兩岸爲工業區，南京中心主要公路幹道兩側與明故宮、新街口則爲商業區。除此，該計劃還設定鼓樓一帶爲文教區，山西路一帶爲新興住宅區，並籌設全國最大的墓園中山陵，來放置孫中山先生的遺體。另外，新建的12公里的中山大道，並規定南京市所有道路名稱均由國內大城市或省份名稱來命名。
在實際建設方面，首都建設委員會除了恢復兩江總督府建築舊觀作為南京總統府之外，也建構不少西洋化的建築作為政府部門用大樓。不僅此，還將山西路以西、西康路以東、草場門以內闢建爲新住宅區，於該區內興蓋大量住宅。自此，在首都建設委員會的推動下，1929年之後數年內，南京市成為中國少數，具有計劃性的現代都市。
1933年4月，首都各項建設完成，並順利將北京市（1930年改名為北平市）首都移至南京市後，功成身退的國民政府首都建設委員會正式予以裁撤。

## 主要成員
- 主席：蔣中正（兼）
- 常務委員：趙戴文，孔祥熙，宋子文，孫科，劉紀文
- 委員：胡漢民，戴傳賢，閻錫山，何應欽，于右任，張學良，林森等50餘名。